# Règim polisinodial
Règim polisinodial (o polisinòdia) és l'organització política que adoptà la Monarquia d'Espanya basat en Consells de governació durant el regnat de la Casa d'Àustria (segle xvi i xvii) i després de la ruptura que suposà la imposició dels Decrets de Nova Planta per la Casa de Borbó (segle xviii i principis del xix). El mecanisme de funcionament bàsic era l'elevació d'una consulta al monarca, que resolia segons el seu parer.

## Consells de la Monarquia d'Espanya
L'origen dels Consells es remunta a l'edat mitjana en els òrgans consultius de les corones de Castell, Aragó i Navarra, per bé que els Consells de la Monarquia d'Espanya s'estructuraren seguint el patró del consell reial de Castella.
Els Consells van ser de tres tipus:
- 1. D'una banda els que mantenien un àmbit competencial en tots els territoris de la Monarquia d'Espanya amb indiferència del regne: el Consell d'Estat, màxim òrgan d'assessorament presidit per qui fos alhora President del Consell Reial de Castella, l'Inquisidor general i dos membres del Consell de Guerra, que era el segon òrgan consultiu, el Consell de la Inquisició i el Consell de Cambra.
- 2. Els Consells territorials amb funcions de govern en cadascun dels territoris: Consell Reial de Castella (i dins d'aquest, per raó de la matèria, hi havia el Consell dels Ordes militars, el Consell de Croada i el Consell d'Hisenda), Consell d'Aragó, Consell d'Índies, Consell d'Itàlia, Consell de Flandes i Consell de Portugal. Per ordre de jerarquia, els de Castella i Aragó eren, per aquest ordre, els preeminents.
- 3. Finalment, al costat dels Consells, hi havia les Juntes, que eren de caràcter menys important i en general creades per a assumptes específics i de durada determinada.

El règim polisinodial va anar caient en desús amb la implantació de l'absolutisme borbònic amb la creació dels secretaris del despatx, i acabà per desaparèixer per complet el segle xix amb la figura de la Junta Central Suprema, antecedent del Consell de Ministres que fou el mètode de govern adoptat durant el regnat d'Isabel II amb la instauració del regne constitucional d'Espanya.